# Caza al traidor
Caza al traidor (título original: Dead Drop) es una película mexicana-estadounidense de acción, suspenso y crimen de 2013, dirigida por R. Ellis Frazier, escrita por Benjamin Budd, musicalizada por Larry Groupé, en la fotografía estuvo Anthony J. Rickert-Epstein y los protagonistas son Luke Goss, Nestor Carbonell y Cole Hauser, entre otros. El filme fue realizado por Badhouse Studios Mexico y Project One Films; se estrenó el 26 de diciembre de 2013.

## Sinopsis
A Michael le disparan y lo tiran desde un avión, asombrosamente sobrevive, ahora tiene que hallar al sujeto que quiso asesinarlo para salvarse él mismo y a la mujer que ama.